# Karl Adolph Caesar

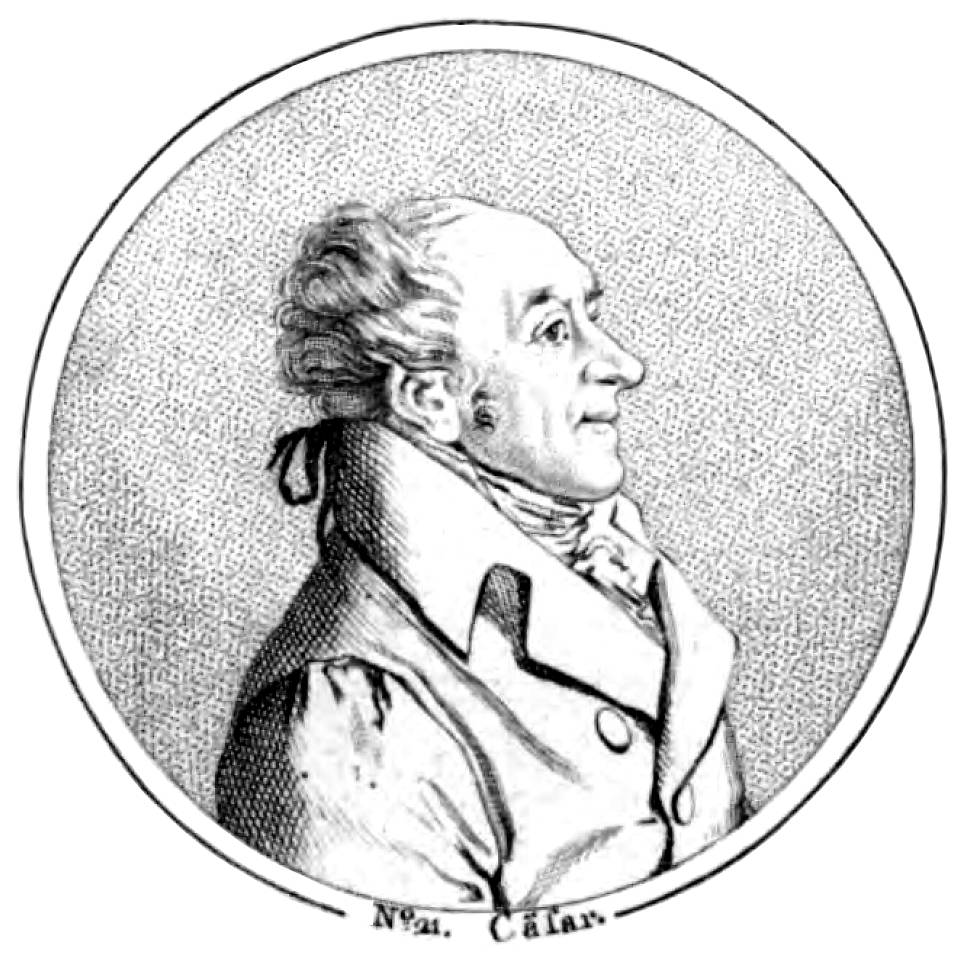
Karl Adolph Caesar

Karl Adolph Caesar (* 12. April 1744 in Dresden; † 12. Januar 1811 in Leipzig) war ein deutscher Philosoph und Hochschullehrer.

## Leben
Caesar wurde 1744 in Dresden geboren. Er lernte zunächst am Gymnasium in Görlitz und studierte dann an der Universität Leipzig, wo er 1769 Magister wurde. Nachdem er einige Jahre als Erzieher zweier adliger Söhne gearbeitet hatte, wurde er am 7. Januar 1778 außerordentlicher Professor für Philosophie an der Universität Leipzig. Am 23. Dezember 1786 wurde er zum ordentlichen Professor der Philosophie ernannt, seit dem 4. März 1789 war er ordentlicher Professor für Organi Aristotelici.
Jeweils in den Sommersemestern 1793, 1799, 1803 und 1807 war er Rektor der Universität Leipzig.
Caesar wirkte als Übersetzer philosophischer Schriften aus der französischen und italienischen Sprache ins Deutsche.
Er starb 1811 in Leipzig.

## Werke
- Betrachtungen über die wichtigsten Gegenstände der Philosophie. Leipzig 1783
- Denkwürdigkeiten aus der philosophischen Welt. Leipzig 1785–1788
- Philosophische Annalen. Leipzig 1787–1793
- Darstellungen des Geistes der neuesten Philosophie. Leipzig 1801–1806